# المكنين
المُكْنِين أو مُكْنِين إحدى مدن الجمهورية التونسية، تقع في ولاية المنستير.

## الموقع الجغرافي
تقع مدينة المكنين في قلب الساحل الشرقي التونسي، وتمتد على الطريق المتوسطة رقم 82، التي تربط بين سوسة والمهدية، تحدها شرقا سبخة المكنين وطبلبة والبقالطة وغربا طوزة وبني حسان وشمالا قصر هلال وجنوبا منزل فارسي وسيدي بنور، مساحتها كمنطقة بلدية 1549 هكتار.

## التاريخ
يعود أصل التسمية إلى «مكنة» وهي كلمة بربرية تعني الهضبة. المكنين مدينة عريقة أُهلت مند القدم تداولت عليها العديد من الحضارات منها اللوبية فالبونيقية ثم الرومانية فالإسلامية. يعتبر سكان المكنين من أصل بربري كما تدل على ذلك بعض الآثار التي وجدت بها بالإضافة إلى بعض الأواني والتحف الموجودة بالمتحف الأثري والدالة على ذلك. ولكن يمكن أيضا اعتبار المكنين رومانية الأصل إن نحن اعتمدنا بعض الآثار الرومانية التي وقع اكتشافها في ضواحي المدينة منها لوحة من الفسيفساء وبعض الأواني الفخارية والمصابيح الزيتية ومجموعة من النقود. عاشت مدينة المكنين حضارات مختلفة، فمن الحضارة الفينيقية التي عرفت بصناعة الفخار مرورا بالحضارة الرومانية التي تركت آثار مختلفة (صهاريج- مقابر- فسيفساء وأواني فخارية...) وتعتبر المكنين منطقة القلال لدى عامة الناس وحتى لدى بعض المؤرخين، إذ يشهد تاريخ المدينة على ازدهار حرفة صناعة القلال من الفخار منذ مئات السنين وعبر مراحل تاريخية متعددة.

### المكنين في العهد البوني
استنادا إلى الحضور البوني المكثف في المنطقة (بين المنستير والبقالطة) يمكن افتراض وجود المكنين باسم آخر في مكانها الحالي في تلك الفترة ولعل وجود مقبرتين بونيتين إحداهما في الأحياء الشرقية من المدينة (حي القوبين وحي القلالات) والأخرى بالأحياء الشمالية الغربية اكتشفت في 11 نوفمبر 1995، يمكن أن يحيل على وجود تجمع سكاني هام بين المقبرتين لا سيما وكلاهما تمتد على مساحة هامة.

#### الفخار في العهد البوني
حين وقع اكتشاف المقابر البونية الثلاث بالمدينة (الأولى شرق المدينة بحي القلالات والثانية بحي القنال والثالثة جنوبها بحي الملعب) وحين تم تفحص محتويات الغرف الجنائزية فيها واستنطاقها روت لأجيال العصر الحاضر حياة الخزفيين في العهد البوني. ولعل ما ذكر يحيلنا حتما على أن صناعة الخزف والفخار عريقة في هذه الربوع زد على ذلك وجود نوع من أنواع الفخار لا تزال إلى اليوم يطلق عليها تسمية «البوني-البونية» وهي تشبه إلى حد القطع الفخارية التي عثر عليها في المقابر التي ذكرنا.

### العهد الروماني
أما عن العهد الروماني فإن الخريطة الأثرية الرومانية لمنطقة المكنين تحمل أكثر من ستين موقعا أثريا رومانيا منها:
- هنشير الشقاف (أفران فخار تعود إلى العهد الروماني المتأخر وبداية العهد الوندالي)
- قصر جعفر (كنيسة بيزنطية لم يقع الحفر عنها بعد - مواجل رومانية)
- السميرات بمنطقة عميرة التوازرة من معتمدية المكنين وهنشير الفول وهنشير شقير
- وساقية الحمام ووادي الهواري ودار هارون.

بقي أن نشير إلى أن هذه المواقع منتشرة هنا وهناك في معتمدية المكنين ولعلها تمثل مساكن لأصحاب الضيعات الفلاحية من الرومان لا سيما وقد عرف المكان (حيث توجد المكنين الآن) بأنه منطقة فلاحية هامة منتجة للحبوب خاصة.

#### الفخار في العهد الروماني
استمرت صناعة الفخار إلى العهد الروماني في هذه المنطقة وما العثور على عدد يفوق العشرين من أفران الفخار الرومانية بمنطقة هنشير الشقاف غرب المدينة إلا دليل على ذلك إضافة إلى عديد الأواني الفخارية التي عثر عليها في مناطق عدة من المدينة.

### العهد العربي الإسلامي

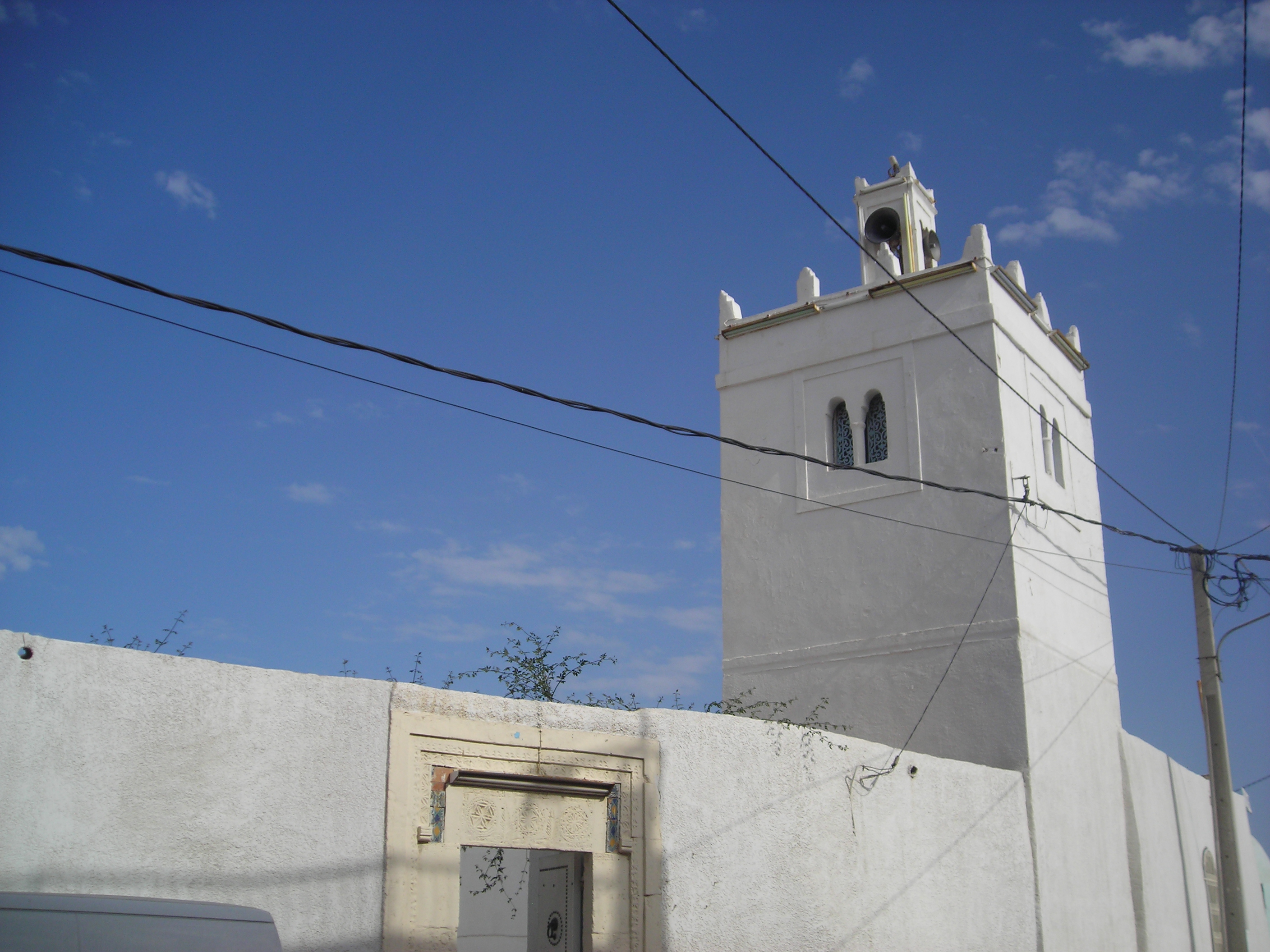
جامع سيدي بو عبانة

تعود المكنين العربية الإسلامية إلى القرن الرابع للهجرة حيث تم بناء أول جامع بالمكنين (جامع سيدي بو عبانة) في جمادى الثانية سنة 650 هـ/ أوت 1252 حسب ما تفيده نقيشة في قطعة من الرخام الأبيض تم العثور عليها.

### أحداث 5 سبتمبر 1934
تعتبر مدينة المكنين مدينة مهمة في تاريخ النضال ضد الاستعمار الفرنسي لتونس. ومن أبرز هذه المحطّات النضاليّة أحداث 5 سبتمبر 1934 حتّى أنّ المدينة كثيرا ما تسمّى «مدينة 5 سبتمر». جاءت هذه الأحداث على خلفيّة اعتقال عدد كبير من قيادات الحركة الوطنيّة آنذاك يوم 3 سبتمبر 1934, حيث قرّر عدد من القيادات المحليّة للحركة الوطنية وهم الحاج محمد زخّامة والعجمي سليم من المكنين والطاهر بطّيخ ومحمد القنوني من قصر هلال إثر الاجتماع المنعقد يوم 4 سبتمبر تحرير برقية احتجاجية ينددون فيها بالممارسات القمعية تجاه الحزب الحرّ الدّستوري الجديد ويطالبون فيها بالإفراج الفوري عن الزعيم الحبيب بورقيبة وبقيّة المناضلين وتسليم هذه البرقية إلى كاهية المكنين وهو ما تولاه فعلا أحد القادة وسط حشد كبير من المواطنين الذين بقي البعض منهم أمام المقر وهو ما لم يرق للكاهية الذي خرج ورش على وجوههم الماء ودعاهم إلى الانصراف واصفا إياهم بالأحمرة.
وهو ما كان له الأثر السيئ في النفوس حيث بادر البعض برشقه بالحجارة قبل أن ينخرط جل المتظاهرين في أعمال الشغب التي ما فتئت تزداد حدتها شيئا فشيئا وفي لحظات تم اقتحام المقر وحرقه بينما تحصّن الكراهية بالفرار وهو ما زاد في حماس المتظاهرين فأحرقوا دكّانا وسيارتين إحداهما على ملك الجندرمة الفرنسيّين وقد نزل منها آنذاك بعض جنود الإستعمار الفرنسي وأشهروا أسلحتهم في وجوه المتظاهرين غير أن ذلك لم يغير في الأمر شيئا فتمت ملاحقتهم حتّى قام أحدهم بإطلاق النار وأصاب أحد المتظاهرين وهو محمد التومي إصابة قاتلة.
وهكذا أذكت قطرات الدم الأولى عزيمة المناضلين ولحقوا بالجنود المحتمين بأحد المنازل فأحدثوا في سقفه ثقبا ثم رجموهم بالحجارة مما تسبب في وفاة أحد عناصر الجندرمة قبل أن تتم نجدة البقية بقدوم التعزيزات من سوسة.
كان أول الذين ألقي عليهم القبض إثر هذه الاشتباكات المناضل سالم شقير وفرج الحمروني وعاشور بن عبد اللّه وقد أجبروا على الجثوّ على ركابهم فوق الحصى تحت أشعة الشمس الحارقة.
و قد بلغ عدد الموقوفين من المكنين وحدها بلغ 59 موقوفا، أما عدد المعتقلين من قصر هلال فقد بلغ 26 معتقلا.{ 8}}
أما أول المستشهدين كما سبق الذكر فهو محمد التومي الملقّب بولد حليمة ثم توفي أحمد شرف الدين متأثرا بجروحه، أما البقية وهم محمد الوسلاتي الڤماز وفرج العريبي وصالح الزواغي ومحمد المجدوب فقد استشهدوا في ظروف غامضة بسجني حرّاش ولامباز بالجزائر.
وبالتالي يكون العدد الجملي للشهداء في هذه الأحداث 16 شهيدا حسب المرجع المذكور آنفا (6 من المكنين، 5 من قصر هلال، 3 من طبلبة، 1 من بوهلال العليّ و1 من البرجين).
و يوجد حاليّا نصب تذكاري لهذه الأحداث بوسط المدينة وتحديدا في شارع الحبيب بورقيبة بجانب السّوق البلدي.